# Sierra de los Órganos (Cuba)
La sierra de los Órganos es una cadena montañosa que junto con la Sierra del Rosario forman la Cordillera de Guaniguanico en la Provincia de Pinar del Río en Cuba. Es un sistema montañoso caracterizado por sus formaciones rocosas, únicas en Cuba, y sus hermosos parajes. Es en esta sierra donde se encuentra el mundialmente famoso Valle de Viñales, Patrimonio de la Humanidad por la UNESCO.

## Geografía
Los mogotes son las formaciones montañosas más sobresalientes y únicas de esta región natural. Los más importantes que componen la sierra son los Cerros de Guane, Punta de la Sierra, Sumidero, Resolladero, Quemados, El Infierno, Galeras, Ancón, Jagua Vieja, San Andrés, siendo los más conocidos los del Valle de Viñales. Se destaca el Mogote de la Virgen y el Mogote El Americano. La zona es un destino turístico muy popular para los amantes de la naturaleza.

## Historia
Durante la Historia de Cuba, este sistema montañoso fue refugio tanto de los aborígenes cubanos, como de los mambises que luchaban por la independencia de Cuba a fines del siglo XIX. Fue escondite de Ernesto Guevara (Che) durante la crisis de los misiles de 1962.También fue escenario de la Rebelión del Escambray, a inicios de la década de 1960.